# P-59戰鬥機

Bell P-59A Airacomet

貝爾P-59戰鬥機，綽號空中彗星（英語：Airacomet），是由美國貝爾飛機公司所設計的一款單座雙噴射引擎戰鬥機，也是美國陸軍航空軍第一架使用噴射動力飛行的戰鬥機。
英國在噴射引擎的開發上領先於美國，並於 1941 年提供一台引擎供美國仿製，成為一年後 P-59 使用的通用電氣 J31噴射引擎的基礎。由於P-59的動力不足，美國陸軍航空軍(USAAF) 對其性能並不滿意，取消了原定 100 架戰鬥機訂單的一半，將已成機用作教練機。後來美國空軍選擇洛克希德 P-80 流星戰鬥機作為其第一架投入使用的噴氣式戰鬥機。儘管 P-59 未能進入戰鬥序列，但它是美國後來幾代渦輪噴射動力的飛機的開路先鋒。

## 設計與發展

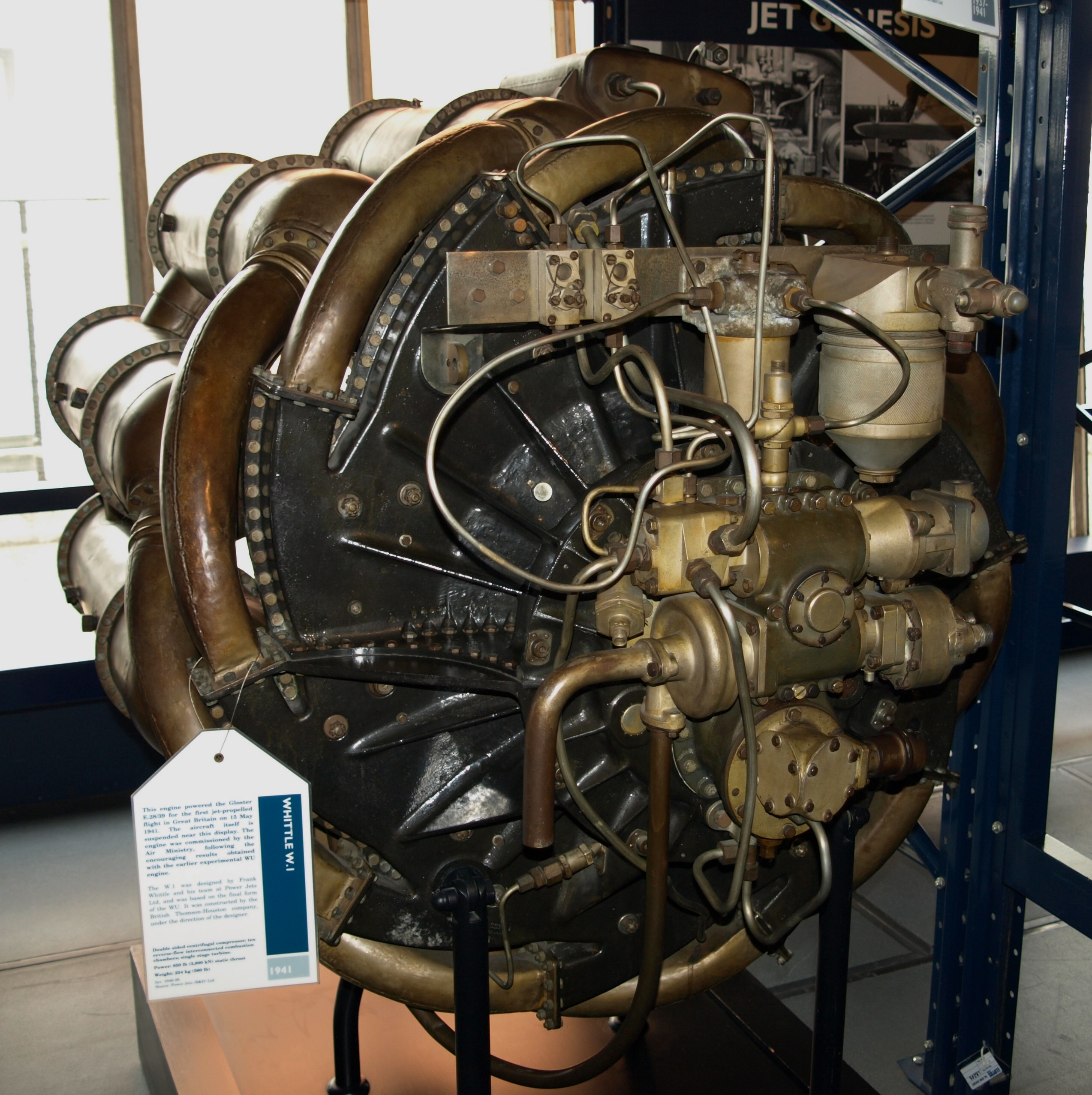
Power Jets W.1引擎，後來由通用電氣生產的稱為General Electric J31

XP-59原先是。當設計案取消之後，這個編號被轉為極機密發展的第一款噴射戰鬥機的代號。1941年貝爾公司收到陸軍航空軍的指示，以英國提供給通用電氣生產的J31-GE-5噴射發動機為動力，製造一架單座戰鬥機。
1941 年 4 月，亨利·H·“哈普”·阿諾德 (Henry H.“Hap”Arnold)少將觀看了格洛斯特 E.28/39式機的滑行表演，得知英國的噴射飛機計劃。前一年在英國科技計畫（Tizard Mission ）中已有提到噴射飛機，但並不深入。阿諾德少將從英國取得了該機的引擎 Power Jets W.1的設計，又安排了一架 B-24 解放者機，在1941年10月1日將一部 Whittle W.1X 渦輪噴射引擎、更強大的W.2B/23發動機設計計畫，以及一組噴射引擎工程師運到美國。9 月 4 日，他向美國通用電氣公司提出生產美國版引擎（通用電氣 IA）的合約。第二天，他聯繫貝爾飛機公司負責人勞倫斯·戴爾·貝爾，希望發展一種使用該噴射引擎的戰鬥機。貝爾同意並研製三架原型機。為 了欺敵，美國陸軍航空軍將該計畫命名為 P-59A，暗示此計畫是已被取消的貝爾 XP-59戰鬥機（貝爾公司設計的一架後置螺旋槳，雙尾椼戰鬥機）的後續計畫。設計於 1942 年 1 月 9 日完成，開始製造樣機。三月，早在原型機完工前，軍方便在合約中增加了 13 架 YP-59A 預生產型飛機的訂單。
P-59A 的翼截面為橢圓形，採全金屬應力蒙皮半硬殼式機身以及加壓駕駛艙。機翼為中置直翼，電動三點式起落架安裝在中心翼樑上。兩側翼根下方流線型發動機艙內各裝一部通用電氣 J31渦輪噴射引擎。武器裝備位於飛機機頭；三架 XP-59A 中的兩架和大部分 YP-59A 配備兩門 37 毫米（1.5 英寸）M10 自動機砲。後來的飛機（包括生產型號）則安裝一門 M10 自動機砲和三挺 0.5 英寸（12.7 毫米）AN/M2 勃朗寧重機槍。內機翼面板中裝有四個自封油箱，共可裝 290 美制加侖（相當於1,100 公升）燃油。兩種生產型號均可在機翼下方加裝容量 1,590 美制加侖（6,000 公升）的副油箱。此外，P-59B 在兩側外翼板上各裝一個 66 美制加侖（250公升）油箱。
原型機是在廢棄的Pierce-Arrow工廠的二樓建造，但其組件太大進不了電梯，只好將磚牆打洞以移出第一架 XP-59A。1942 年 9 月 12 日，它經由火車運往加利福尼亞州的穆羅克陸軍機場（今天的愛德華茲空軍基地）進行試飛。10 月 1 日，這架飛機由貝爾試飛員羅伯特·斯坦利 ( Robert Stanley)駕駛在高速滑行測試中首次升空，不過首次正式飛行是在隔天由勞倫斯·克雷吉 （Laurence Craigie）上校所進行。在地面上飛機安裝了一個假螺旋槳。1943 年 3 月，大雨淹沒了穆羅克所在的羅傑斯乾湖時，第二架原型機經由公路運輸了 35 英里（56 公里）到霍伊斯機場（Hawes Field,）。3 月 11 日完成一次飛行後，基於安全考慮，這架飛機被轉移到附近的哈珀湖，在那裡一直停留到 4 月 7 日。
接下來的幾個月裡，對原型機和預生產型 P-59 的測試顯示出許多問題，包括發動機反應性和可靠性不良（所有早期渦輪噴射引擎的共同缺點）、速度超過 290 英里/小時（470 公里/小時）時橫向和方向穩定性不佳，容易發生蛇行，射擊穩定度不良。由於發動機推力遠低於預期，性能受到極大影響。陸軍航空軍在1944 年 2 月安排了螺旋槳驅動的洛克希德 P-38J 閃電和共和 P-47D 雷電與P-59進行了戰鬥對抗，結果發現P-59的性能遜於螺旋槳推動的戰機。陸軍航空軍決定 P-59 只適合作為教練機，幫助飛行員熟悉噴氣引擎飛機。
YP-59A 於 1943 年 7 月開始交機，美國空軍已預訂了 100 架生產型機，根據貝爾的員工選出的名字，稱為 P-59A Airacomet。於 1944 年 3 月 11 日確認此訂單，但在研究過早期評估報告後，於 10 月 10 日將數量削減至 50 架。

## 使用歷史

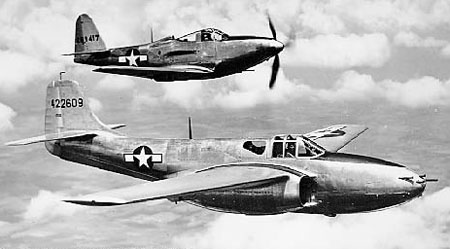
第一架量產型 P-59A ，後方為貝爾P-63眼鏡王蛇式機

13架YP-59A 使用比先前使用的通用電氣 J31更強大的引擎，但性能幾乎沒有改進，最高時速僅增加 5 英里/小時，且需要提前進行大修。其中第三架 YP-59A提供給英國皇家空軍（序號 42-108773，英軍序號 RJ362/G）以換取生產型格洛斯特流星 I 型機 EE210 /G。英國飛行員發現這架飛機比不上他們既有的噴射動力飛機。兩架 YP-59A空中彗星機（42-108778和42-100779）交付給美國海軍，機型為“YF2L-1”，但很快發現本型機完全不適合航母作戰。1945 年至 1946 年間，三架 P-59B 被轉移到海軍，但保留了其編號。海軍將其所有五架噴射式飛機用作教練機和飛行測試。
貝爾最終完成了 50 架生產型空中彗星機（20 架 P-59A 和 30 架 P-59B）；P-59A 的交付於 1944 年秋季進行。P-59B 被分配給第 412 戰鬥機大隊，以使飛行員熟悉噴射飛機的操作和性能特性。雖然 P-59 並未取得巨大成功，但本型機確實為美國空軍和美國海軍提供了操作噴氣式飛機的經驗，為兩軍種不久之後開始使用的更先進飛機做好了準備。

### 附註
1. ↑  Pace 2000, pp. 4–7.
2. ↑  Pace 2000, pp. 40–41.
3. ↑  Air International March 1980, pp. 134, 138.
4. ↑  Air International March 1980, pp. 132–134.
5. ↑  Pace 2000, pp. 6–10, 12.
6. ↑  Air International March 1980, pp. 137.
7. ↑  Pace 2000, pp. 27, 29, 36–38.
8. 1 2  Air International March 1980, p. 138.
9. ↑  Pace 2000, pp. 22, 27.
10. ↑  "Gloster Meteor." （页面存档备份，存于） Flight, 27 May 1955, p. 727.
11. ↑  Pace, pp. 64, 75.
12. ↑  . March Field Air Museum.   [19 November 2017]. （原始内容存档于2023-07-15）.
13. ↑  "Bell XP-59A Airacomet." 的存檔，存档日期4 January 2012. Smithsonian National Air and Space Museum. Retrieved: 15 December 2011.

### 書籍
- "Airacomet... A Jet Pioneer by Bell". Air International, Vol. 18 No. 3, March 1980, pp. 132–139. Bromley, UK: Fine Scroll. ISSN 0306-5634.
- Angelucci, Enzo and Peter Bowers. The American Fighter. Yeovil, UK: Haynes, 1987. ISBN 0-85429-635-2.
- Meher-Homji, Cyrus B.  (PDF). Proceedings of the 29th Turbomachinery Symposium: 306. 2000  [2023-07-15]. （原始内容存档 (PDF)于2022-11-11）.
- Pace, Steve. Bell P-59 Airacomet. Air Force Legends Number 208. Ginter Books, Simi Valley, California, 2000. ISBN 0-942612-93-0.
- Pelletier, Alan J. Bell Aircraft Since 1935. Annapolis, Maryland: Naval Institute Press, 1992. ISBN 1-55750-056-8.